# 잉글사이드의 릴라
잉글사이드의 릴라(Rilla of Ingleside), 일명 난롯가 집의 릴라는 루시 모드 몽고메리의 빨간 머리 앤 시리즈 본편의 마지막 작품이다. 앤의 아들들이 1차 대전에 참전하는 이야기를 묘사한다.
등장인물:
젬 커스버트 블라이스: 앤의 장남. 개구쟁이로 유명했으며 엄마에게 산사나무 가지를 꺾어 바치는 착한 아이로, 어른이 되었을 때 아버지처럼 의사의 길을 걷는다.
월터 커스버트 블라이스: 앤의 차남으로 시쓰기와 글짓기를 좋아하는 잘생기고 키 큰 청년. 유너 매러디스가 월터를 짝사랑했으며, 월터는 1차 세계대전 중에 전사했다고 한다.
셜리 커스버트 블라이스: 앤의 삼남으로 앤이 낳았을 당시에 몸이 안 좋아 보모가 도맡아 길렀다.
다이&낸 커스버트 블라이스: 다이는 길버트를, 낸은 앤을 닮았다고 한다.
릴라 커스버트 블라이스: 예쁘고 키가 아주 크며, 팔다리가 아주 길고 늘씬했다고 한다.

## 등장 인물

### 블라이스 가(家)
- 앤 블라이스
- 길버트 블라이스
- 제임스 매튜 블라이스

앤과 길버트의 장남. 1차 대전에 참전한다.
- 월터 블라이스

앤과 길버트의 차남. 1차 대전에 참전해 불귀의 객이 된다.
- 낸 블라이스&다이 블라이스

앤과 길버트의 딸로 쌍둥이 자매.
- 셜리 블라이스

앤과 길버트의 3남. 1차 대전에 참전한다.
- 릴라 블라이스

앤과 길버트의 3녀로 본작의 사실상의 주인공.
- 수전 베이커

가정부.

### 메러디스 가(家)
- 존 메러디스 목사
- 제럴드 메러디스

메러디스 목사의 장남. 1차 대전에 참전한다.
- 페이스 메러디스

메러디스 목사의 장녀.
- 칼 메러디스

메러디스 목사의 차남. 1차 대전에 참전해 부상을 입는다.
- 우나 메러디스

메러디스 목사의 차녀.

### 포드 가(家)
- 오언 포드
- 레슬리 포드
- 케네스 포드

오언과 레슬리의 아들.
- 퍼시스 포드

오언과 레슬리의 딸.